# Sequera de Fresno
Sequera de Fresno er en by og kommune i det centrale Spanien i provinsen Segovia. Den har et indbyggertal på 47 (2024) indbyggere.